# Steinberg (Staig)

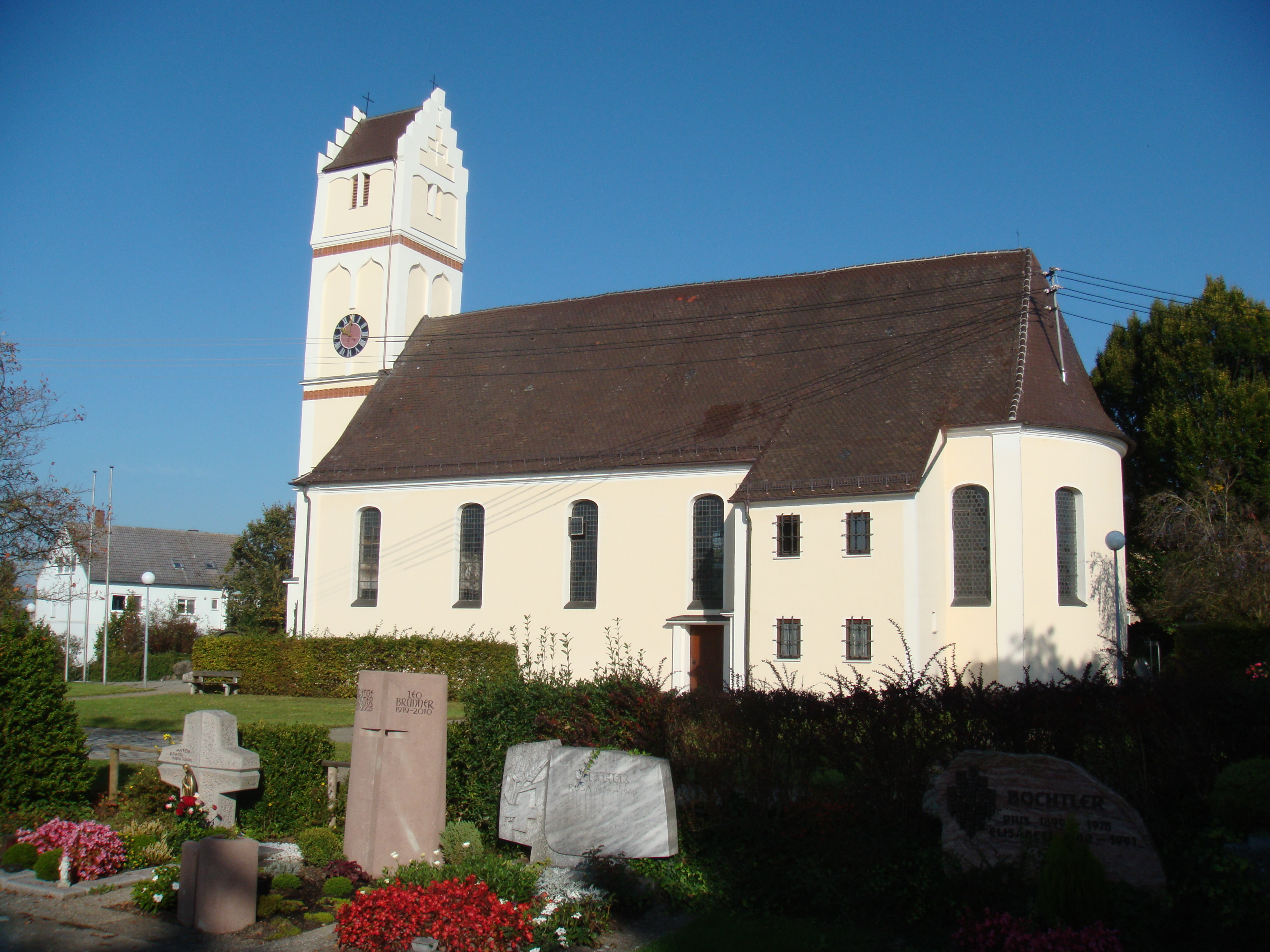
Kirche St. Pankratius

Steinberg ist ein Ortsteil der Gemeinde Staig im Alb-Donau-Kreis in Baden-Württemberg.
Das Dorf mit circa 800 Einwohnern liegt zum größten Teil auf einer Hochfläche an der östlichen Hangkante des Weihungtals. Auf der Gemarkung von Steinberg liegt auch der Wohnplatz Essendorf.

## Geschichte
400 Meter nordwestlich von Steinberg befinden sich römische Bautrümmer. Am Südwestrand des Ortes sind Reste eines mittelalterlichen Burgstalls vorhanden.
Steinberg wird 1437 erstmals überliefert. Der Ort gehörte zur Grafschaft Kirchberg und gelangte als Lehen an die Ulmer Familie Roth, die vor 1440 den Ort mit Niedergericht und Kirchenpatronat je zur Hälfte an die Gmünder und Ulmer Familie von Stainhus und an die Ulmer Familie Haid verkaufte. 1440 kam die Hälfte der von Steinhus an die Grafen von Kirchberg, 1466 an die Haid und in der Folge der ganze Ort an die Ulmer Rembold, die ihn 1503 an Kloster Gutenzell verkauften. Dieses veräußerte ihn 1522 an das Kloster Wiblingen.
Fortan übte das Kloster die Landeshoheit und das von den Fuggern angefochtene Niedergericht aus. Die Blutgerichtsbarkeit übten die Fugger aus.
Im Jahr 1806 kam der Ort an Württemberg und wurde dem Oberamt Wiblingen unterstellt.
Am 1. April 1972 wurde die ehemals selbständige Gemeinde Steinberg nach Weinstetten eingemeindet, das am 9. Oktober 1972 in Staig umbenannt wurde.

## Bevölkerungsentwicklung
Es handelt sich um Einwohnerzahlen nach dem jeweiligen Gebietsstand bis 1970 und ohne die heute zugehörigen Ortsteile. Die Zahlen sind Volkszählungsergebnisse oder amtliche Fortschreibungen mit Archivierungen des LEO-BW Online-Informationssystems für Baden-Württemberg.
| Jahr      | 1852 | 1871 | 1880 | 1890 | 1900 | 1910 | 1925 | 1933 | 1939 | 1950 | 1956 | 1961 | 1970 |
| Einwohner | 487  | 481  | 479  | 467  | 453  | 454  | 434  | 478  | 476  | 598  | 534  | 495  | 561  |

## Persönlichkeiten
- Gerhard Maier (1855–1926), in Steinberg geborener Zisterzienser, Abt des Klosters Sittich

## Sehenswürdigkeiten
- Pfarrkirche St. Pankratius, erbaut 1819 mit spätgotischem Turm der Vorgängerkirche
- Der aus Ziegel-Mauerwerk errichtete Wasserturm mit einer Höhe von 35 m wurde 1952 erbaut. Der Behälter des Turms hat ein Fassungsvermögen von etwa 200 m³.
- Der Wasserturm aus Stahlbeton wurde zwischen 1979 und 1982 erbaut. Die Höhe des neuen Turms beträgt 46 m mit einem Fassungsvermögen von 850 m³.

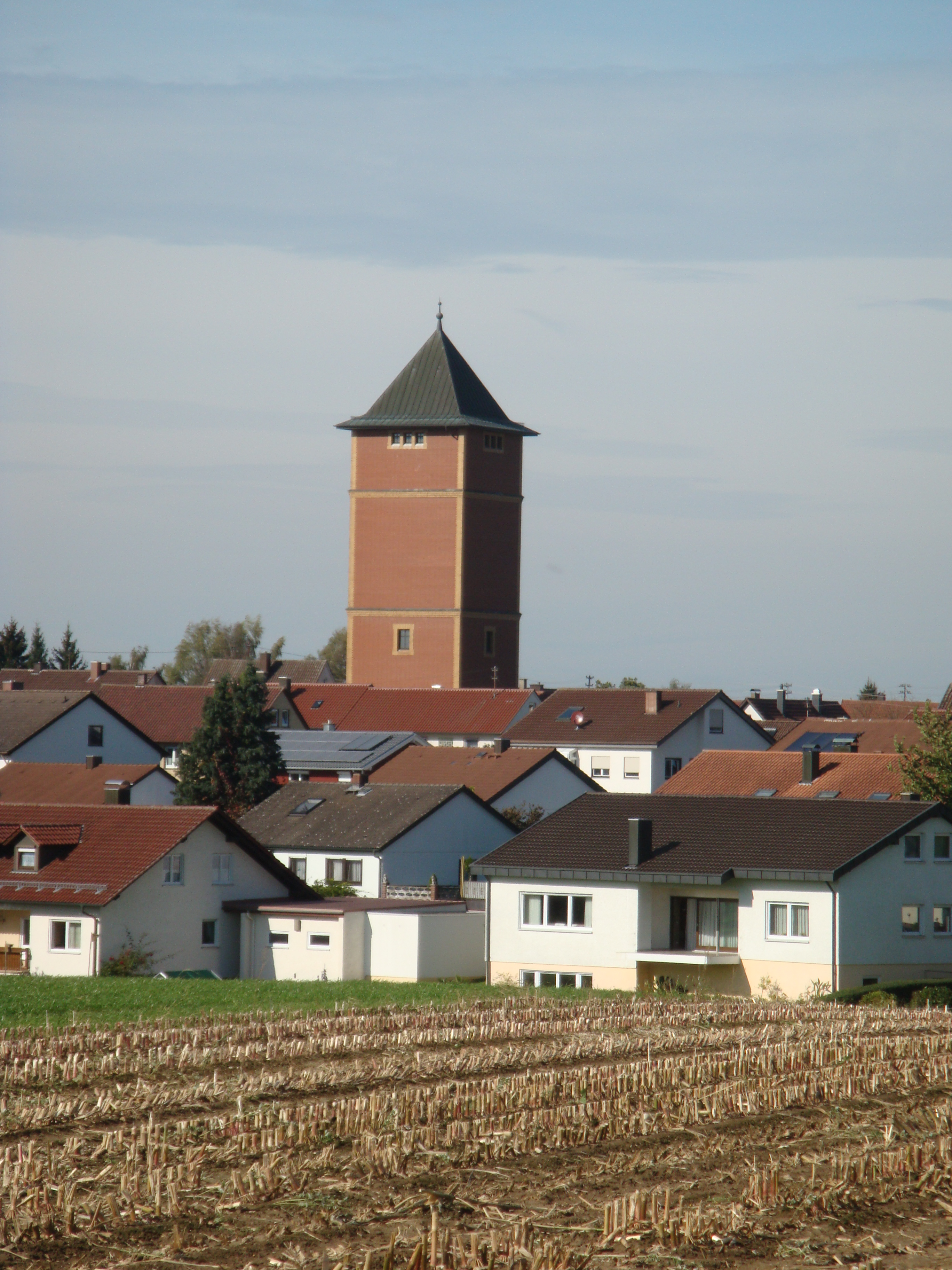
Alter Wasserturm
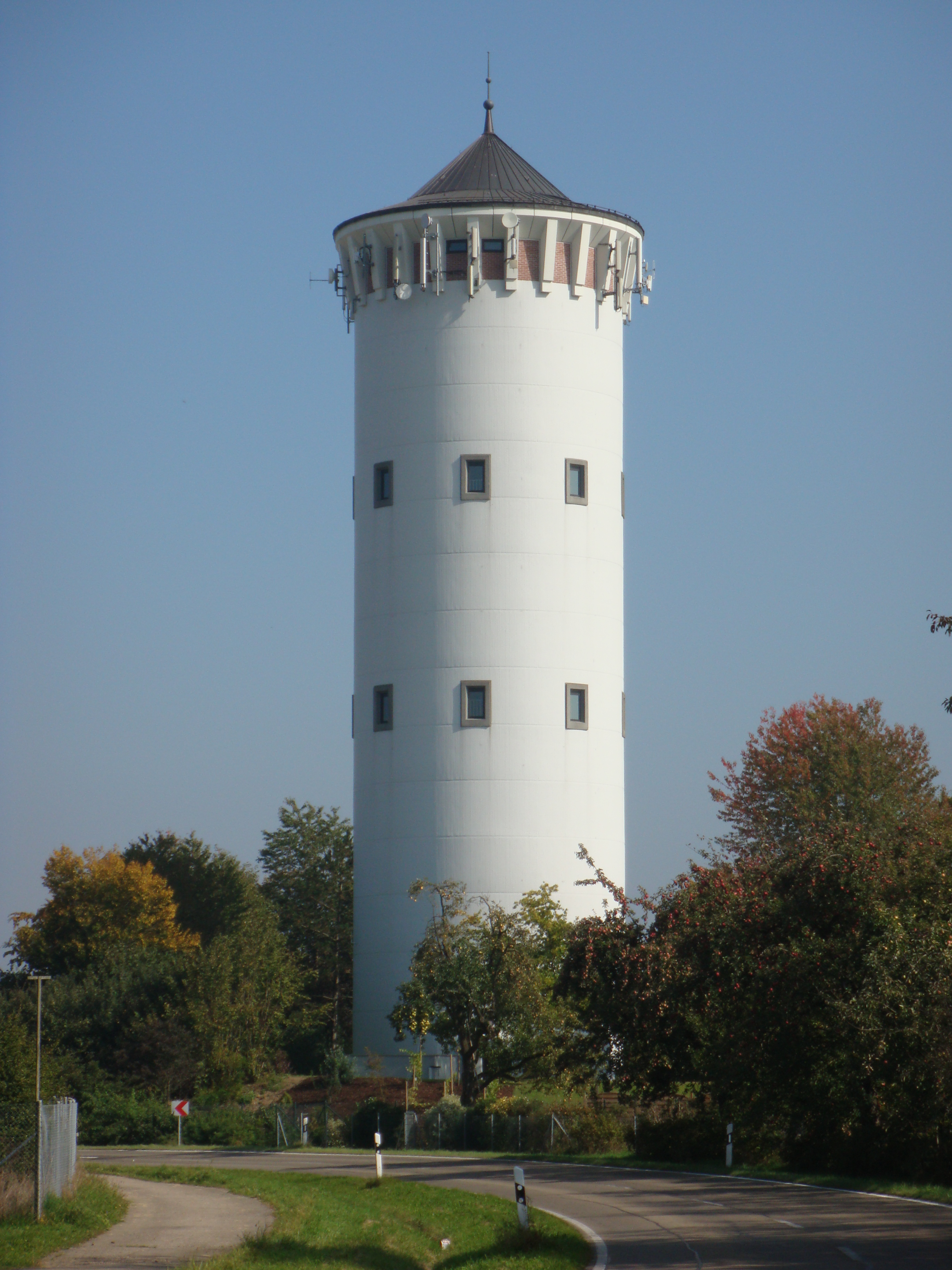
Neuer Wasserturm
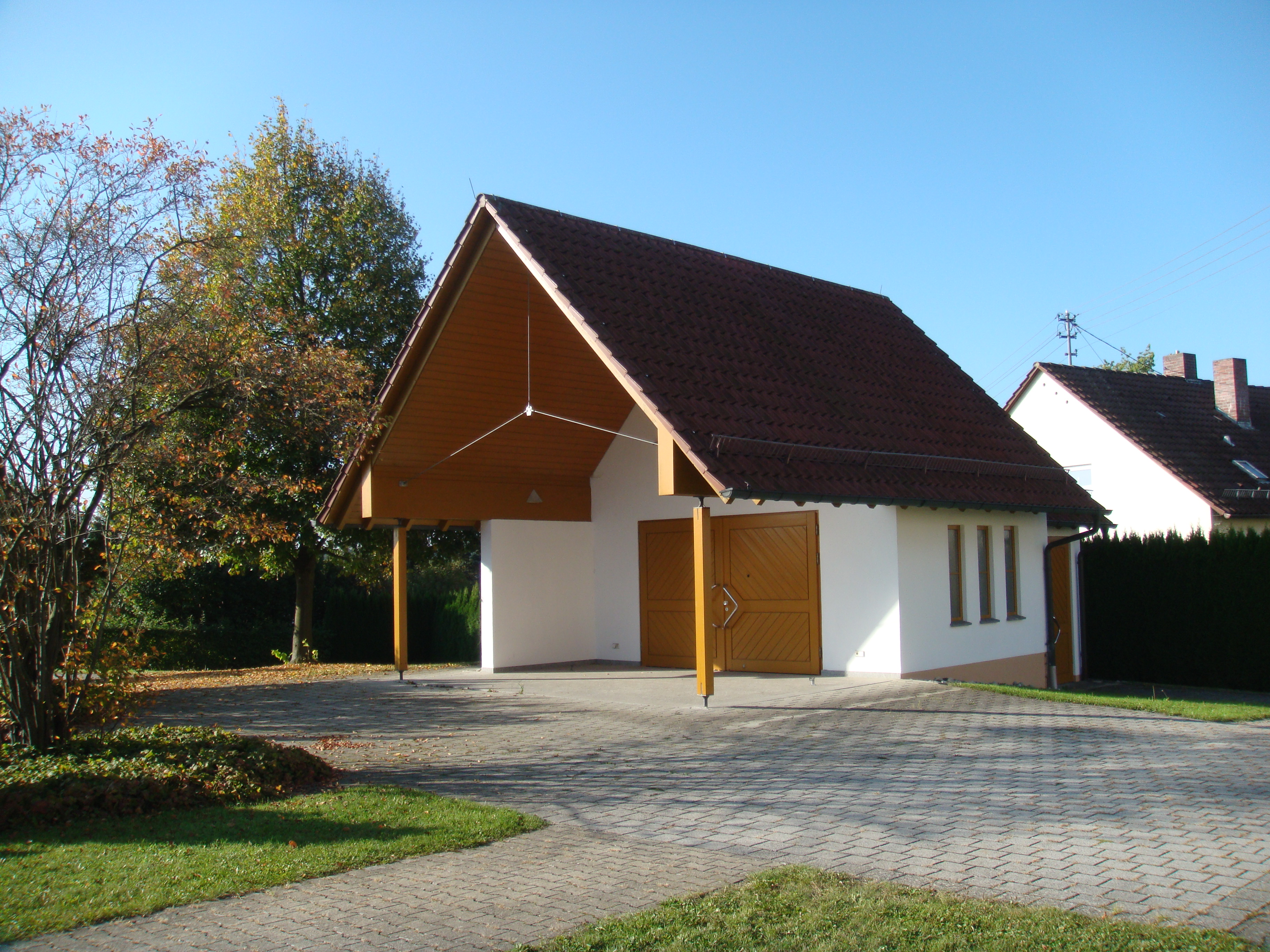
Aussegnungshalle auf dem Friedhof